# Lista över fornlämningar i Falkenbergs kommun (Ljungby)
Lista över fornlämningar i Falkenbergs kommun (Ljungby) är en förteckning av ett urval av de fornlämningar som finns i Ljungby i Falkenbergs kommun.
| Namn                   | Lämningstyp                 | Tillkomsttid | Historisk indelning | Plats | Läge                 | ID-nr          | Bild                                 |
| ---------------------- | --------------------------- | ------------ | ------------------- | ----- | -------------------- | -------------- | ------------------------------------ |
| Ljungby 4:1            | Stensättning                |              | Ljungby, Halland    |       | 56.991066, 12.538991 | 10147700040001 | Ladda upp en bild av detta fornminne |
| Ljungby 8:1            | Stensättning                |              | Ljungby, Halland    |       | 57.000512, 12.543912 | 10147700080001 | Ladda upp en bild av detta fornminne |
| Ljungby 8:2            | Röse                        |              | Ljungby, Halland    |       | 57.000091, 12.544299 | 10147700080002 | Ladda upp en bild av detta fornminne |
| Hästerör (Ljungby 9:1) | Röse                        |              | Ljungby, Halland    |       | 57.001343, 12.543044 | 10147700090001 | Ladda upp en bild av detta fornminne |
| Ljungby 10:1           | Stensättning                |              | Ljungby, Halland    |       | 56.991211, 12.544446 | 10147700100001 | Ladda upp en bild av detta fornminne |
| Ljungby 10:2           | Stensättning                |              | Ljungby, Halland    |       | 56.991030, 12.544508 | 10147700100002 | Ladda upp en bild av detta fornminne |
| Ljungby 10:3           | Hög                         |              | Ljungby, Halland    |       | 56.990824, 12.544342 | 10147700100003 | Ladda upp en bild av detta fornminne |
| Ljungby 13:1           | Stensättning                |              | Ljungby, Halland    |       | 56.981662, 12.559980 | 10147700130001 | Ladda upp en bild av detta fornminne |
| Ljungby 14:1           | Stensättning                |              | Ljungby, Halland    |       | 56.984641, 12.549369 | 10147700140001 | Ladda upp en bild av detta fornminne |
| Ljungby 15:1           | Stensättning                |              | Ljungby, Halland    |       | 56.984086, 12.552356 | 10147700150001 | Ladda upp en bild av detta fornminne |
| Ljungby 18:1           | Hög                         |              | Ljungby, Halland    |       | 56.982698, 12.568595 | 10147700180001 | Ladda upp en bild av detta fornminne |
| Ljungby 18:2           | Stensättning                |              | Ljungby, Halland    |       | 56.982853, 12.568677 | 10147700180002 | Ladda upp en bild av detta fornminne |
| Ljungby 19:1           | Hög                         |              | Ljungby, Halland    |       | 56.988000, 12.576224 | 10147700190001 | Ladda upp en bild av detta fornminne |
| Ljungby 19:2           | Stensättning                |              | Ljungby, Halland    |       | 56.987710, 12.576546 | 10147700190002 | Ladda upp en bild av detta fornminne |
| Ljungby 21:1           | Hög                         |              | Ljungby, Halland    |       | 56.991235, 12.581946 | 10147700210001 | Ladda upp en bild av detta fornminne |
| Ljungby 29:1           | Hög                         |              | Ljungby, Halland    |       | 56.999336, 12.583004 | 10147700290001 | Ladda upp en bild av detta fornminne |
| Ljungby 31:1           | Stensättning                |              | Ljungby, Halland    |       | 56.977433, 12.557350 | 10147700310001 | Ladda upp en bild av detta fornminne |
| Ljungby 35:1           | Hög                         |              | Ljungby, Halland    |       | 56.972067, 12.559733 | 10147700350001 | Ladda upp en bild av detta fornminne |
| Ljungby 36:1           | Stensättning                |              | Ljungby, Halland    |       | 56.971353, 12.561686 | 10147700360001 | Ladda upp en bild av detta fornminne |
| Ljungby 40:1           | Gravfält                    |              | Ljungby, Halland    |       | 56.972344, 12.566239 | 10147700400001 | Ladda upp en bild av detta fornminne |
| Ljungby 43:1           | Stensättning                |              | Ljungby, Halland    |       | 56.972044, 12.571349 | 10147700430001 | Ladda upp en bild av detta fornminne |
| Ljungby 43:2           | Stensättning                |              | Ljungby, Halland    |       | 56.971952, 12.571140 | 10147700430002 | Ladda upp en bild av detta fornminne |
| Ljungby 43:3           | Stensättning                |              | Ljungby, Halland    |       | 56.971932, 12.570898 | 10147700430003 | Ladda upp en bild av detta fornminne |
| Ljungby 43:4           | Stensättning                |              | Ljungby, Halland    |       | 56.971844, 12.570764 | 10147700430004 | Ladda upp en bild av detta fornminne |
| Ljungby 44:1           | Stensättning                |              | Ljungby, Halland    |       | 56.963119, 12.588120 | 10147700440001 | Ladda upp en bild av detta fornminne |
| Ljungby 44:2           | Stensättning                |              | Ljungby, Halland    |       | 56.963340, 12.588185 | 10147700440002 | Ladda upp en bild av detta fornminne |
| Ljungby 45:1           | Hög                         |              | Ljungby, Halland    |       | 56.964176, 12.588406 | 10147700450001 | Ladda upp en bild av detta fornminne |
| Ljungby 46:1           | Hög                         |              | Ljungby, Halland    |       | 56.966791, 12.594620 | 10147700460001 | Ladda upp en bild av detta fornminne |
| Ljungby 46:2           | Hög                         |              | Ljungby, Halland    |       | 56.966990, 12.594188 | 10147700460002 | Ladda upp en bild av detta fornminne |
| Ljungby 48:2           | Hällristning                |              | Ljungby, Halland    |       | 56.971422, 12.592614 | 10147700480002 | Ladda upp en bild av detta fornminne |
| Ljungby 49:1           | Grav markerad av sten/block |              | Ljungby, Halland    |       | 56.971674, 12.589129 | 10147700490001 | Ladda upp en bild av detta fornminne |
| Ljungby 50:1           | Hög                         |              | Ljungby, Halland    |       | 56.973818, 12.589029 | 10147700500001 | Ladda upp en bild av detta fornminne |
| Ljungby 50:2           | Stensättning                |              | Ljungby, Halland    |       | 56.973580, 12.589264 | 10147700500002 | Ladda upp en bild av detta fornminne |
| Ljungby 50:3           | Stensättning                |              | Ljungby, Halland    |       | 56.973500, 12.589508 | 10147700500003 | Ladda upp en bild av detta fornminne |
| Ljungby 50:4           | Stensättning                |              | Ljungby, Halland    |       | 56.973752, 12.589637 | 10147700500004 | Ladda upp en bild av detta fornminne |
| Ljungby 51:1           | Stensättning                |              | Ljungby, Halland    |       | 56.972857, 12.586977 | 10147700510001 | Ladda upp en bild av detta fornminne |
| Ljungby 52:1           | Stensättning                |              | Ljungby, Halland    |       | 56.974445, 12.586817 | 10147700520001 | Ladda upp en bild av detta fornminne |
| Ljungby 52:2           | Hög                         |              | Ljungby, Halland    |       | 56.974160, 12.586635 | 10147700520002 | Ladda upp en bild av detta fornminne |
| Ljungby 53:1           | Hög                         |              | Ljungby, Halland    |       | 56.974870, 12.590359 | 10147700530001 | Ladda upp en bild av detta fornminne |
| Ljungby 54:1           | Stensättning                |              | Ljungby, Halland    |       | 56.976889, 12.572912 | 10147700540001 | Ladda upp en bild av detta fornminne |
| Ljungby 55:1           | Stensättning                |              | Ljungby, Halland    |       | 56.978712, 12.574256 | 10147700550001 | Ladda upp en bild av detta fornminne |
| Ljungby 56:1           | Röse                        |              | Ljungby, Halland    |       | 56.981514, 12.597262 | 10147700560001 | Ladda upp en bild av detta fornminne |
| Ljungby 57:1           | Röse                        |              | Ljungby, Halland    |       | 56.980236, 12.592620 | 10147700570001 | Ladda upp en bild av detta fornminne |
| Ljungby 57:2           | Stensättning                |              | Ljungby, Halland    |       | 56.980071, 12.592795 | 10147700570002 | Ladda upp en bild av detta fornminne |
| Ljungby 57:4           | Stensättning                |              | Ljungby, Halland    |       | 56.980399, 12.592474 | 10147700570004 | Ladda upp en bild av detta fornminne |
| Ljungby 57:5           | Stensättning                |              | Ljungby, Halland    |       | 56.980534, 12.592363 | 10147700570005 | Ladda upp en bild av detta fornminne |
| Ljungby 58:1           | Hög                         |              | Ljungby, Halland    |       | 56.976854, 12.594325 | 10147700580001 | Ladda upp en bild av detta fornminne |
| Ljungby 59:1           | Stensättning                |              | Ljungby, Halland    |       | 57.000007, 12.600712 | 10147700590001 | Ladda upp en bild av detta fornminne |
| Ljungby 61:1           | Stensättning                |              | Ljungby, Halland    |       | 56.997711, 12.614573 | 10147700610001 | Ladda upp en bild av detta fornminne |
| Ljungby 62:1           | Gravfält                    |              | Ljungby, Halland    |       | 56.999005, 12.635938 | 10147700620001 | Ladda upp en bild av detta fornminne |
| Ljungby 64:1           | Stensättning                |              | Ljungby, Halland    |       | 57.008341, 12.622616 | 10147700640001 | Ladda upp en bild av detta fornminne |
| Ljungby 64:2           | Stensättning                |              | Ljungby, Halland    |       | 57.008189, 12.622209 | 10147700640002 | Ladda upp en bild av detta fornminne |
| Ljungby 64:3           | Stensättning                |              | Ljungby, Halland    |       | 57.008130, 12.622008 | 10147700640003 | Ladda upp en bild av detta fornminne |
| Ljungby 64:4           | Stensättning                |              | Ljungby, Halland    |       | 57.008065, 12.621828 | 10147700640004 | Ladda upp en bild av detta fornminne |
| Ljungby 65:1           | Stensättning                |              | Ljungby, Halland    |       | 57.008699, 12.623537 | 10147700650001 | Ladda upp en bild av detta fornminne |
| Ljungby 68:1           | Röse                        |              | Ljungby, Halland    |       | 57.005899, 12.625658 | 10147700680001 | Ladda upp en bild av detta fornminne |
| Ljungby 69:1           | Hög                         |              | Ljungby, Halland    |       | 57.010541, 12.633217 | 10147700690001 | Ladda upp en bild av detta fornminne |
| Ljungby 69:2           | Stensättning                |              | Ljungby, Halland    |       | 57.010385, 12.633059 | 10147700690002 | Ladda upp en bild av detta fornminne |
| Ljungby 69:3           | Stensättning                |              | Ljungby, Halland    |       | 57.010347, 12.633246 | 10147700690003 | Ladda upp en bild av detta fornminne |
| Ljungby 69:4           | Stensättning                |              | Ljungby, Halland    |       | 57.009977, 12.632797 | 10147700690004 | Ladda upp en bild av detta fornminne |
| Ljungby 73:1           | Stensättning                |              | Ljungby, Halland    |       | 56.980913, 12.600838 | 10147700730001 | Ladda upp en bild av detta fornminne |
| Ljungby 74:1           | Stensättning                |              | Ljungby, Halland    |       | 56.981380, 12.601780 | 10147700740001 | Ladda upp en bild av detta fornminne |
| Ljungby 75:1           | Stensättning                |              | Ljungby, Halland    |       | 56.984028, 12.603590 | 10147700750001 | Ladda upp en bild av detta fornminne |
| Ljungby 79:1           | Röse                        |              | Ljungby, Halland    |       | 57.021756, 12.625907 | 10147700790001 | Ladda upp en bild av detta fornminne |
| Ljungby 81:1           | Hög                         |              | Ljungby, Halland    |       | 57.027268, 12.612765 | 10147700810001 | Ladda upp en bild av detta fornminne |
| Ljungby 81:2           | Hög                         |              | Ljungby, Halland    |       | 57.027821, 12.612590 | 10147700810002 | Ladda upp en bild av detta fornminne |
| Ljungby 87:2           | Stensättning                |              | Ljungby, Halland    |       | 57.027264, 12.621967 | 10147700870002 | Ladda upp en bild av detta fornminne |
| Ljungby 88:1           | Stenkrets                   |              | Ljungby, Halland    |       | 57.022027, 12.648432 | 10147700880001 | Ladda upp en bild av detta fornminne |
| Ljungby 90:1           | Hög                         |              | Ljungby, Halland    |       | 57.022753, 12.643970 | 10147700900001 | Ladda upp en bild av detta fornminne |
| Ljungby 92:1           | Stensättning                |              | Ljungby, Halland    |       | 57.017561, 12.632409 | 10147700920001 | Ladda upp en bild av detta fornminne |
| Ljungby 92:2           | Stensättning                |              | Ljungby, Halland    |       | 57.017699, 12.632568 | 10147700920002 | Ladda upp en bild av detta fornminne |
| Ljungby 93:1           | Stensättning                |              | Ljungby, Halland    |       | 57.010964, 12.590276 | 10147700930001 | Ladda upp en bild av detta fornminne |
| Ljungby 93:2           | Stensättning                |              | Ljungby, Halland    |       | 57.011097, 12.590345 | 10147700930002 | Ladda upp en bild av detta fornminne |
| Ljungby 93:3           | Stensättning                |              | Ljungby, Halland    |       | 57.011196, 12.590390 | 10147700930003 | Ladda upp en bild av detta fornminne |
| Ljungby 94:1           | Gravfält                    |              | Ljungby, Halland    |       | 57.011660, 12.591210 | 10147700940001 | Ladda upp en bild av detta fornminne |
| Ljungby 95:1           | Stensättning                |              | Ljungby, Halland    |       | 57.013676, 12.591555 | 10147700950001 | Ladda upp en bild av detta fornminne |
| Ljungby 95:2           | Stensättning                |              | Ljungby, Halland    |       | 57.013426, 12.591230 | 10147700950002 | Ladda upp en bild av detta fornminne |
| Ljungby 95:3           | Stensättning                |              | Ljungby, Halland    |       | 57.013136, 12.592171 | 10147700950003 | Ladda upp en bild av detta fornminne |
| Ljungby 96:1           | Gravfält                    |              | Ljungby, Halland    |       | 57.014195, 12.584520 | 10147700960001 | Ladda upp en bild av detta fornminne |
| Ljungby 97:1           | Hög                         |              | Ljungby, Halland    |       | 57.014419, 12.582642 | 10147700970001 | Ladda upp en bild av detta fornminne |
| Ljungby 98:1           | Hög                         |              | Ljungby, Halland    |       | 57.015981, 12.582127 | 10147700980001 | Ladda upp en bild av detta fornminne |
| Ljungby 100:1          | Stensättning                |              | Ljungby, Halland    |       | 57.015102, 12.577832 | 10147701000001 | Ladda upp en bild av detta fornminne |
| Ljungby 100:2          | Stensättning                |              | Ljungby, Halland    |       | 57.015436, 12.578170 | 10147701000002 | Ladda upp en bild av detta fornminne |
| Ljungby 101:1          | Röse                        |              | Ljungby, Halland    |       | 57.013285, 12.564585 | 10147701010001 | Ladda upp en bild av detta fornminne |
| Ljungby 102:1          | Stensättning                |              | Ljungby, Halland    |       | 57.013782, 12.565372 | 10147701020001 | Ladda upp en bild av detta fornminne |
| Ljungby 103:1          | Stensättning                |              | Ljungby, Halland    |       | 57.012459, 12.564557 | 10147701030001 | Ladda upp en bild av detta fornminne |
| Ljungby 104:1          | Stensättning                |              | Ljungby, Halland    |       | 57.011146, 12.565723 | 10147701040001 | Ladda upp en bild av detta fornminne |
| Ljungby 109:1          | Stensättning                |              | Ljungby, Halland    |       | 57.031260, 12.626758 | 10147701090001 | Ladda upp en bild av detta fornminne |
| Ljungby 126:1          | Hög                         |              | Ljungby, Halland    |       | 56.976667, 12.557352 | 10147701260001 | Ladda upp en bild av detta fornminne |
| Ljungby 131:1          | Stensättning                |              | Ljungby, Halland    |       | 56.962040, 12.586552 | 10147701310001 | Ladda upp en bild av detta fornminne |
| Ljungby 139:1          | Stensättning                |              | Ljungby, Halland    |       | 57.025701, 12.617047 | 10147701390001 | Ladda upp en bild av detta fornminne |
| Ljungby 140:1          | Stensättning                |              | Ljungby, Halland    |       | 57.015771, 12.634937 | 10147701400001 | Ladda upp en bild av detta fornminne |
| Ljungby 140:2          | Stensättning                |              | Ljungby, Halland    |       | 57.015361, 12.635135 | 10147701400002 | Ladda upp en bild av detta fornminne |
| Ljungby 140:3          | Stensättning                |              | Ljungby, Halland    |       | 57.015951, 12.635073 | 10147701400003 | Ladda upp en bild av detta fornminne |
| Ljungby 141:1          | Stensättning                |              | Ljungby, Halland    |       | 57.018729, 12.638000 | 10147701410001 | Ladda upp en bild av detta fornminne |
| Ljungby 142:1          | Hög                         |              | Ljungby, Halland    |       | 57.019479, 12.637592 | 10147701420001 | Ladda upp en bild av detta fornminne |
| Ljungby 143:1          | Stensättning                |              | Ljungby, Halland    |       | 57.022443, 12.645035 | 10147701430001 | Ladda upp en bild av detta fornminne |
| Ljungby 144:1          | Stensättning                |              | Ljungby, Halland    |       | 57.017599, 12.630683 | 10147701440001 | Ladda upp en bild av detta fornminne |
| Ljungby 146:1          | Stensättning                |              | Ljungby, Halland    |       | 57.009678, 12.579666 | 10147701460001 | Ladda upp en bild av detta fornminne |
| Ljungby 146:2          | Röse                        |              | Ljungby, Halland    |       | 57.010234, 12.579985 | 10147701460002 | Ladda upp en bild av detta fornminne |
| Ljungby 146:3          | Stensättning                |              | Ljungby, Halland    |       | 57.010173, 12.579729 | 10147701460003 | Ladda upp en bild av detta fornminne |
| Ljungby 146:4          | Stensättning                |              | Ljungby, Halland    |       | 57.010329, 12.579714 | 10147701460004 | Ladda upp en bild av detta fornminne |
| Ljungby 146:5          | Stensättning                |              | Ljungby, Halland    |       | 57.010377, 12.579928 | 10147701460005 | Ladda upp en bild av detta fornminne |
| Ljungby 146:6          | Stensättning                |              | Ljungby, Halland    |       | 57.010393, 12.580681 | 10147701460006 | Ladda upp en bild av detta fornminne |
| Ljungby 146:7          | Stensättning                |              | Ljungby, Halland    |       | 57.010006, 12.580390 | 10147701460007 | Ladda upp en bild av detta fornminne |
| Ljungby 146:8          | Röse                        |              | Ljungby, Halland    |       | 57.010355, 12.581139 | 10147701460008 | Ladda upp en bild av detta fornminne |
| Ljungby 146:9          | Stensättning                |              | Ljungby, Halland    |       | 57.010277, 12.581846 | 10147701460009 | Ladda upp en bild av detta fornminne |
| Ljungby 148:1          | Stensättning                |              | Ljungby, Halland    |       | 57.006751, 12.579044 | 10147701480001 | Ladda upp en bild av detta fornminne |
| Ljungby 149:1          | Hög                         |              | Ljungby, Halland    |       | 57.005416, 12.579472 | 10147701490001 | Ladda upp en bild av detta fornminne |
| Ljungby 149:2          | Hög                         |              | Ljungby, Halland    |       | 57.005510, 12.579546 | 10147701490002 | Ladda upp en bild av detta fornminne |
| Ljungby 149:3          | Hög                         |              | Ljungby, Halland    |       | 57.005408, 12.579153 | 10147701490003 | Ladda upp en bild av detta fornminne |
| Ljungby 150:1          | Gravfält                    |              | Ljungby, Halland    |       | 57.005354, 12.590690 | 10147701500001 | Ladda upp en bild av detta fornminne |
| Ljungby 152:1          | Stensättning                |              | Ljungby, Halland    |       | 56.994102, 12.581647 | 10147701520001 | Ladda upp en bild av detta fornminne |
| Ljungby 152:2          | Stensättning                |              | Ljungby, Halland    |       | 56.993948, 12.581509 | 10147701520002 | Ladda upp en bild av detta fornminne |
| Ljungby 153:1          | Stensättning                |              | Ljungby, Halland    |       | 57.017589, 12.580253 | 10147701530001 | Ladda upp en bild av detta fornminne |
| Ljungby 171:1          | Stensättning                |              | Ljungby, Halland    |       | 57.015849, 12.591658 | 10147701710001 | Ladda upp en bild av detta fornminne |
| Ljungby 172:1          | Stensättning                |              | Ljungby, Halland    |       | 57.013381, 12.594357 | 10147701720001 | Ladda upp en bild av detta fornminne |
| Ljungby 172:2          | Stensättning                |              | Ljungby, Halland    |       | 57.013524, 12.594353 | 10147701720002 | Ladda upp en bild av detta fornminne |
| Ljungby 172:3          | Stensättning                |              | Ljungby, Halland    |       | 57.012868, 12.593929 | 10147701720003 | Ladda upp en bild av detta fornminne |
| Ljungby 173:1          | Röse                        |              | Ljungby, Halland    |       | 57.014374, 12.593069 | 10147701730001 | Ladda upp en bild av detta fornminne |
| Ljungby 173:2          | Stensättning                |              | Ljungby, Halland    |       | 57.014034, 12.593249 | 10147701730002 | Ladda upp en bild av detta fornminne |
| Ljungby 174:1          | Stensättning                |              | Ljungby, Halland    |       | 57.011668, 12.592735 | 10147701740001 | Ladda upp en bild av detta fornminne |
| Ljungby 175:1          | Röse                        |              | Ljungby, Halland    |       | 56.985837, 12.568548 | 10147701750001 | Ladda upp en bild av detta fornminne |
| Ljungby 175:2          | Röse                        |              | Ljungby, Halland    |       | 56.985912, 12.568910 | 10147701750002 | Ladda upp en bild av detta fornminne |
| Ljungby 175:3          | Stensättning                |              | Ljungby, Halland    |       | 56.985982, 12.568722 | 10147701750003 | Ladda upp en bild av detta fornminne |
| Ljungby 175:4          | Stensättning                |              | Ljungby, Halland    |       | 56.985973, 12.569141 | 10147701750004 | Ladda upp en bild av detta fornminne |
| Ljungby 178:1          | Stensättning                |              | Ljungby, Halland    |       | 57.010368, 12.621194 | 10147701780001 | Ladda upp en bild av detta fornminne |
| Ljungby 178:2          | Stensättning                |              | Ljungby, Halland    |       | 57.010233, 12.621200 | 10147701780002 | Ladda upp en bild av detta fornminne |
| Ljungby 178:3          | Stensättning                |              | Ljungby, Halland    |       | 57.010847, 12.621691 | 10147701780003 | Ladda upp en bild av detta fornminne |
| Ljungby 179:1          | Stensättning                |              | Ljungby, Halland    |       | 57.009975, 12.623809 | 10147701790001 | Ladda upp en bild av detta fornminne |
| Ljungby 179:2          | Stensättning                |              | Ljungby, Halland    |       | 57.009867, 12.623553 | 10147701790002 | Ladda upp en bild av detta fornminne |
| Ljungby 179:3          | Stensättning                |              | Ljungby, Halland    |       | 57.009606, 12.623706 | 10147701790003 | Ladda upp en bild av detta fornminne |
| Ljungby 182:1          | Stensättning                |              | Ljungby, Halland    |       | 57.000600, 12.630095 | 10147701820001 | Ladda upp en bild av detta fornminne |
| Ljungby 182:2          | Stensättning                |              | Ljungby, Halland    |       | 57.000738, 12.630711 | 10147701820002 | Ladda upp en bild av detta fornminne |
| Ljungby 183:1          | Stensättning                |              | Ljungby, Halland    |       | 56.999425, 12.627053 | 10147701830001 | Ladda upp en bild av detta fornminne |
| Ljungby 184:1          | Stensättning                |              | Ljungby, Halland    |       | 57.009738, 12.554339 | 10147701840001 | Ladda upp en bild av detta fornminne |
| Ljungby 185:1          | Stensättning                |              | Ljungby, Halland    |       | 57.035841, 12.608194 | 10147701850001 | Ladda upp en bild av detta fornminne |
| Ljungby 185:2          | Stensättning                |              | Ljungby, Halland    |       | 57.035324, 12.608565 | 10147701850002 | Ladda upp en bild av detta fornminne |
| Ljungby 186:1          | Stensättning                |              | Ljungby, Halland    |       | 57.035102, 12.606390 | 10147701860001 | Ladda upp en bild av detta fornminne |
| Ljungby 188:1          | Gravfält                    |              | Ljungby, Halland    |       | 56.972708, 12.599287 | 10147701880001 | Ladda upp en bild av detta fornminne |
| Ljungby 189:1          | Stensättning                |              | Ljungby, Halland    |       | 56.974573, 12.592261 | 10147701890001 | Ladda upp en bild av detta fornminne |
| Ljungby 205            | Stensättning                |              | Ljungby, Halland    |       | 57.004158, 12.587257 | 12000000045579 | Ladda upp en bild av detta fornminne |
| Ljungby 207            | Kyrka/kapell                |              | Ljungby, Halland    |       | 56.990904, 12.585723 | 12000000107227 | Ladda upp en bild av detta fornminne |
| Vinberg 35:1           | Hög                         |              | Ljungby, Halland    |       | 56.962068, 12.562322 | 10152000350001 | Ladda upp en bild av detta fornminne |
| Vinberg 35:2           | Hög                         |              | Ljungby, Halland    |       | 56.961882, 12.562432 | 10152000350002 | Ladda upp en bild av detta fornminne |
| Vinberg 36:1           | Gravfält                    |              | Ljungby, Halland    |       | 56.963152, 12.561441 | 10152000360001 | Ladda upp en bild av detta fornminne |